# Aichryson bollei
Aichryson bollei ist eine Pflanzenart aus der Gattung Aichryson in der Familie der Dickblattgewächse (Crassulaceae).

## Beschreibung

### Vegetative Merkmale
Aichryson bollei wächst als ein- oder zweijährige, einfache oder spärlich verzweigte, krautige Pflanze und erreicht Wuchshöhen von 25 bis 35 Zentimeter. Die auf ihrer gesamten Länge mit angepressten Haaren besetzten Triebe weisen einen Durchmesser von etwa 4 Millimeter auf. Die aufsteigenden Zweige sind weit spreizend. Ihre ei- oder pflasterkellenförmigen, stumpfen, dicht behaarten Laubblätter sind 25 bis 35 Millimeter lang und 10 bis 22 Millimeter breit. Sie sind in einen deutlichen Stiel verschmälert. Nahe der Basis ist die Blattspreite am breitesten.

### Generative Merkmale
Der Blütenstand ist wenigblütig. Die sieben- bis achtzähligen Blüten stehen an einem bis zu 4 Millimeter langen Blütenstiel und weisen einen Durchmesser von 8 bis 10 Millimeter auf. Ihre Kelchblätter sind behaart. Die blassgelben, lanzettlichen, zugespitzten Kronblätter sind 4 bis 5 Millimeter lang und besitzen einen grünlichen Streifen. Sie sind nur wenig länger als die Kelchblätter.

## Systematik und Verbreitung
Aichryson bollei ist auf La Palma in Höhen von bis zu 1600 Metern verbreitet. 
Die Erstbeschreibung durch Carl August Bolle wurde 1859 veröffentlicht.
Aichryson bollei ist wahrscheinlich nahe mit Aichryson pachycaulon verwandt.

## Nachweise